# Hattifnattar

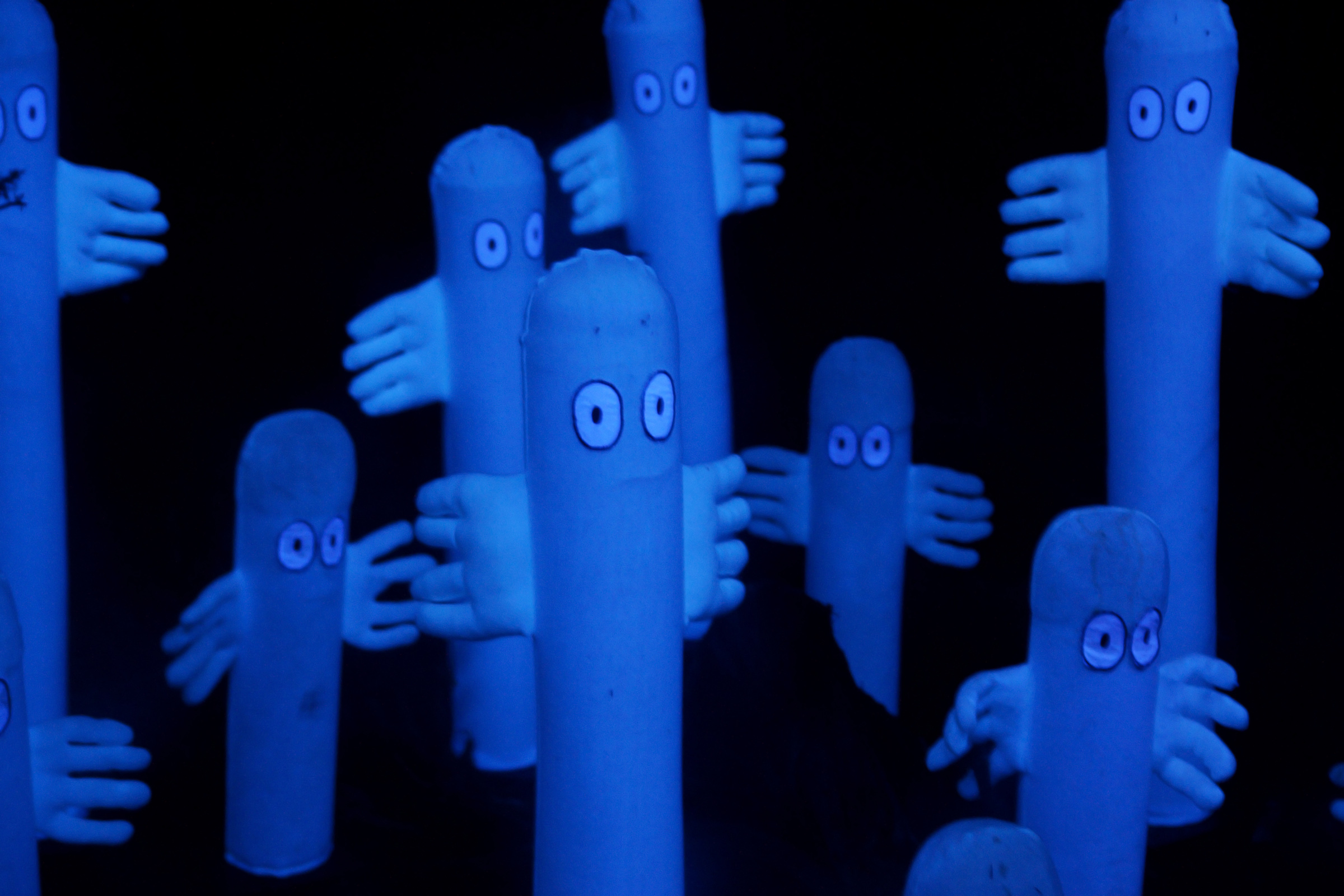
Hattifnattar i Muminvärlden i Nådendal.

Hattifnattar eller hatifnattar är väsen i Tove Janssons böcker om Mumintrollen, och förekommer nästan uteslutande i grupper (dock alltid i udda tal), vilket är skälet till att de oftast skrivs i plural. De är små, vita spökliknande varelser som varken kan tala eller höra, men har däremot mycket bra känsel. Hattifnattar är normalt ofarliga, men blir elektriska vid åskväder. Deras första framträdande är i boken Småtrollen och den stora översvämningen (1945). I de följande böckerna har stavningen ändrats till hatifnattar.

## Kännetecken
Över hattifnattarna verkar det vila någon typ av förbannelse. De befinner sig ständigt på resa i sina båtar, blickande hålögt mot fjärran i hopp om att deras mål skall manifestera sig, så att färden äntligen tar slut, något som tyvärr aldrig inträffar. Under färden talar de aldrig med varandra; det är över huvud taget tveksamt om de besitter denna förmåga till kommunikation, eftersom de synes vara telepatiska. De saknar förmodligen också samtalsämnen. 
De utgör någon typ av blandning av biologisk organism och elektriska kondensatorer, och laddar upp sig en gång per år under närmast religiösa former, på en obebodd ö, vilken vid denna tid ofta är föremål för blixtnedslag. Under närmaste tiden efteråt är det skadligt, kanske förenat med livsfara, att komma i beröring med en hattifnatt, eftersom de då kan avge oerhört starka strömstötar, vilka under alla förhållanden avgjort leder till brännskador. Hattifnattar föds ur frön som planteras i jorden. Om man vill odla hattifnattar, då skall man sätta hattifnattfröna på själva midsommarafton. Hattifnattarna växer upp på några minuter och är elektriska från början.

## Muminpappans förhållande till hattifnattarna
Under Muminpappans stormande ungdom påstår han sig ha seglat med hattifnattarna; något han gärna påtalar med en respektingivande min, utan att därmed egentligen tala om varför eller i vilket syfte. Det har dock vid flera tillfällen framgått att denna tid med hattifnattarna delvis är roten till en inre oro och rastlöshet, eftersom dessa resor under hans ungdom synes ha präglat honom starkt. Möjligen är det också så att han medvetet vill uppnå att respektive åhörare skall se det mystiska i denna historia hellre än att med full kunskap vara insatt i dess detaljer.
I novellen Hatifnattarnas hemlighet som ingår i novellsamlingen Det osynliga barnet lämnar Muminpappan familjen för att resa med hattifnattarna till deras ensliga ö, och tre hattifnattar låter honom resa med dem. Under färden kommer han att likna dem allt mer, och när de anländer till den obebodda ön bugar alla de hundratals hattifnattarna för honom. Under det följande åskvädret inser Muminpappan att hattifnattarna endast kan uppleva känslor i samband med åskväder och att det är därför de eftersträvar ovädret så mycket. Han misstänker också att hattifnattarna kan dra till sig åskan genom att samlas så många på ett ställe.
Muminpappans komplicerade förhållande till hattifnattarna har tolkats som en symbol för manlig inre oro, och hans oannonserade resa med dem till deras ensliga ö har tolkats som en livskris.